# Teorema da recorrência de Poincaré
Na física, o teorema de recorrência de Poincaré afirma que certos sistemas, após um tempo suficientemente longo, finito, retornarão para um estado muito próximo ao estado inicial. O tempo de recorrência de Poincaré é o período de tempo decorrido até a recorrência (esta por sua vez pode variar muito dependendo do estado inicial exato e do grau de proximidade requerido). O resultado aplica-se a sistemas mecânicos isolados sujeitos a algumas restrições, por exemplo, todas as partículas devem estar ligadas a um volume finito. O teorema é comumente discutido no contexto da teoria ergódica, sistemas dinâmicos e mecânica estatística.
O teorema tem o nome de Henri Poincaré que o propôs inicialmente em 1890 e que foi provado por Constantin Carathéodory usando a teoria das medidas, em 1919.[2]

## Teorema
Seja {\displaystyle T} uma transformação que preserva volume em um espaço de volume finito. Então para uma vizinhança {\displaystyle U} qualquer existe um ponto {\displaystyle x\in U} tal que  {\displaystyle T^{n}(x)\in U} para algum {\displaystyle n} suficientemente grande, e o conjunto de pontos de {\displaystyle U} que nunca retornam a {\displaystyle U} tem medida zero.

### Demonstração
Considere as imagens {\displaystyle U,T(U),T^{2}(U)\dots }. Note que como {\displaystyle T} preserva  volume, então todas tem o mesmo volume. Além disso, como o volume inicial era finito, então algumas imagens se interceptam, então existem {\displaystyle l>k\geq 0} tal que {\displaystyle T^{l}(U)\cap T^{k}(U)\neq \emptyset } então {\displaystyle T^{l-k}(U)\cap U\neq \emptyset } e portanto existe ponto {\displaystyle x\in U} onde {\displaystyle T^{l-k}(x)\in U}. Isso prova a primeira parte.
Para a segunda parte considere {\displaystyle V} o conjunto de pontos de {\displaystyle U} que nunca retornam a {\displaystyle U}, então {\displaystyle V,T(V),T^{2}(V)\dots } precisa formar um conjunto disjunto. Como {\displaystyle T} preserva volume, então se {\displaystyle V} tivesse volume não nulo, teríamos que {\displaystyle \cup _{n\in N}T^{n}(V)} teria volume infinito, mas por hipótese {\displaystyle T} está definida em um espaço de volume finito, portanto o volume de {\displaystyle V} tem que ser zero.